# デュースブルク船団の戦い
デュースブルク船団の戦い（デュースブルクせんだんのたたかい、英語：Battle of the Duisburg Convoy）は、1941年（昭和16年）11月8日から9日にかけて行われた夜間水上戦闘。メッシナ海峡の戦いとも。
イタリア海軍率いるイタリア輸送部隊（補給船団〈タンカー2隻、貨物船5隻〉、近接護衛隊〈駆逐艦6隻〉、間接護衛隊〈重巡2隻、駆逐艦4隻〉）がナチスのドイツアフリカ軍団への補給物資を北アフリカのリビアへ輸送中に、地中海でイギリス海軍の小規模水上艦隊に攻撃された。
船団の名前は船団最大の船、ドイツ商船「デュースブルク」に由来する。イギリス海軍のK部隊 (Force K) は、すべてのイタリア商船と護衛の駆逐艦「フルミーネ」を沈めた。K部隊に喪失艦はなかった。さらに戦闘海域に潜んでいたイギリス潜水艦がイタリア残存部隊を攻撃し、駆逐艦「リベッチオ」を撃沈した。

## 背景
イタリア軍は北アフリカ戦線で戦うドイツ陸軍（ドイツアフリカ軍団）への補給のため、船団を送る必要が生じていた。イタリア軍の補給部隊は、マルタ島を基地とするイギリス空軍に脅かされ、マルタを大きく迂回しなくてはならなかった。
一方、サブスタンス作戦やハルバード作戦によってマルタへの補給に成功していたイギリス軍は、マルタ島を拠点としてイタリアの補給船団を攻撃するための水上高速戦闘部隊を編成した。これが軽巡洋艦「オーロラ」、「ペネロピ」 、駆逐艦「ランス」、「ライヴリー」からなるK部隊である。「オーロラ」艦長（W・G・アグニュー大佐）が指揮するK部隊は、10月21日マルタに到着した。

## 戦闘前
イタリア船団7隻（タンカー2隻、貨物船5隻）は、11月8日にトリポリへ向けてシチリア島を出港した。直接護衛にはイタリア海軍の駆逐艦6隻が付き、さらにブルーノ・ブリヴォネージ提督が率いるトレント級重巡洋艦2隻と駆逐艦4隻も、間接支援のために出撃した。イギリス軍はULTRAによって枢軸国側がリビアへ船団を送ろうとしていることを知った。その枢軸国軍船団は、8日に偵察機によって発見された。マルタを拠点に行動するU級潜水艦6隻が哨戒配置につき、K部隊もマルタを出撃してイタリア船団の攻撃に向かった。

## イタリア軍
- 船団
  - ドイツの貨物船デュースブルク (Duisburg) 、サン・マルコ (San Marco) 、イタリアの貨物船Maria、Sagitta、Rina Corrado[注釈 1]
  - タンカーConte di Misurata、Minatitlan（17,281トンの燃料を積載）
- 近接護衛（Ugo Bisciani）
  - 駆逐艦マエストラーレ、グレカーレ、フルミーネ、エウロ（英語版、イタリア語版）、リベッチオ、アルフレード・オリアーニ
- 遠距離護衛（ブルーノ・ブリヴォネージ上級少将）
  - 重巡洋艦トリエステ（旗艦）、トレント
  - 駆逐艦グラナティエーレ、フチリエーレ、ベルサリエーレ、アルピーノ

## イギリス軍
- K部隊（アグニュー大佐、オーロラ艦長）
  - 軽巡洋艦オーロラ（旗艦）、ペネロピ
  - 駆逐艦ランス、ライヴリー

## 戦闘
11月9日午前0時ごろ、「オーロラ」がイタリア船団を発見した。この時のK部隊は、「オーロラ」、「ランス」、「ペネロピ」、「ライヴリー」の順で単縦陣を形成し、南西から船団に接近していた。イタリア側は輸送船団（輸送船7、駆逐艦6）が先行し、遠距離護衛部隊（重巡2、駆逐艦4）がやや離れた位置にいた。K部隊は遠距離護衛部隊も発見していたが、それも船団だと判断していた。さらにイギリス潜水艦」「アプホルダー」が浮上して、K部隊とイタリア船団の「すばらしい花火」（夜間戦闘）を観戦していた。
イギリス艦艇はレーダーを装備していたので、夜間戦闘で極めて有利に戦えた。レーダーのないイタリア船団は夜間の奇襲で大混乱に陥った。0時57分、K部隊は砲撃を開始した。当初、イタリア側はK部隊の攻撃を空襲だと誤認した。最初に血祭りにあげられたのは、駆逐艦「フルミーネ」であった。K部隊は正確な砲撃でイタリア駆逐艦や商船を次々撃破していった。一方のイタリア側は夜戦による同士討ちを懸念したり、嚮導艦「マエストラーレ」の判断ミスもあり、統制された戦闘を行えなかった。
K部隊は午前1時過ぎには右に変針し、船団の反対側に回りこんで攻撃を続けた。K部隊はすべてのイタリア商船と駆逐艦「フルミーネ」を沈め、駆逐艦「グレカーレ」を撃破した。イタリア駆逐艦「マエストラーレ」、「エウロ」も損傷した。午前1時40分頃K部隊は攻撃をやめた。K部隊は船団の後方を通過し、イギリス潜水艦「アプホルダー」に見送られて戦場を去った。同9日正午すぎ、K部隊はマルタに帰還した。
イタリアの遠距離護衛部隊（重巡2、駆逐艦4）は、味方駆逐艦とK部隊の区別ができず、夜戦に介入できなかった。炎上する商船で戦場は大混乱となり、遠距離護衛部隊がかけつけた時には、K部隊は離脱していた。イタリアの重巡2隻は生存者の救援をおこなっただけで、K部隊に何もできなかった。
K部隊の損害は「ライヴリー」が至近弾で損傷したのみであった。

## 戦闘後
戦闘後、イタリア側にはさらに損害が生じた。夜戦の一部始終を観戦していた潜水艦「アプホルダー」が行動を開始し、9日朝になり生存者救助中の駆逐艦「リベッチオ」を雷撃して撃沈した。この時期、この船団以外にも北アフリカへ向かうイタリアの商船は大きな損害を出しており、北アフリカでの戦況に大きな影響を及ぼした。アフリカ軍団のエルヴィン・ロンメル将軍は「約束された補充兵力6万人のうち、ベンガジに到着したのは8,093人だけだ。」と訴えている。
マルタ島のイギリス軍の士気は大いに高まり、さらにH部隊の空母「アーク・ロイヤル」が戦闘機輸送作戦（パーペテュアル作戦）を実施して、ハリケーンとブレニム爆撃機がマルタに補充された。だが「アーク・ロイヤル」は帰路でドイツ潜水艦「U81」に撃沈され、イギリス海軍の苦境がはじまった。